# Hampsonodes nigrescens
Hampsonodes nigrescens là một loài bướm đêm trong họ Noctuidae.